# Edward August
Edward August (ur. 11 kwietnia 1909 w Łodzi, zm. 28 stycznia 1946 tamże) – SS-Mann, wachman, wartownik i „wychowawca” Prewencyjnego Obozu Policji Bezpieczeństwa dla Młodzieży Polskiej w Łodzi (niem. Polen-Jugendverwahrlager der Sicherheitspolizei in Litzmannstadt), zbrodniarz wojenny.

## Życiorys
Urodził się w rodzinie narodowości niemieckiej, jako syn Juliusza Augusta oraz Michaliny z domu Szuster. Ukończył trzy klasy szkoły powszechnej i nie posiadał żadnego wykształcenia zawodowego. Był robotnikiem pracującym w fabryce. W 1934 roku został skazany w Bydgoszczy za kradzież na sześć miesięcy więzienia. Służbę wojskową odbył w 9 Pułku Piechoty w Zamościu. We wrześniu 1939 roku, jako polski żołnierz, został wzięty do niewoli, ale po deklaracji narodowości niemieckiej został zwolniony i powrócił do Łodzi.
W czerwcu 1940 roku podpisał volkslistę i został członkiem Schutzstaffel (SS). Pracował jako robotnik w magazynie szmat przy ul. Pomorskiej 44, a następnie w fabryce Geyera przy ul. Piotrkowskiej 282 w Łodzi. Pomiędzy styczniem a kwietniem przebywał w Tuszynku. W kwietniu 1943 roku został skierowany do łódzkiego obozu koncentracyjnego dla dzieci (niem. Polen-Jugendverwahrlager der Sicherheitspolizei in Litzmannstadt), gdzie jako „wychowawca” pracował do 6 kwietnia 1944 roku.

## Zbrodnie dokonane w obozie
W obozie zasłynął jako sadysta, który dopuścił się wielu zbrodni na umieszczonych tam dzieciach. „Stale pijany. Bił zawsze i wszędzie. Z rozkoszą poddawał więźniów najwymyślniejszym torturom. Bił i kopał w najczulsze miejsca, wpychał do skrzyń z piaskiem, topił w beczułce z wodą, wieszał za nogi na łańcuchu i opuszczał głową w dół do kanału ze zużytymi smarami samochodowymi, scyzorykiem wycinał genitalia, bił w pięty, gasił na piersiach więźniów papierosy”. Jego okrutne czyny szokowały nawet załogę obozową złożoną z esesmanów, którzy czasami starali się go powstrzymywać przed masakrowaniem dzieci. Ostatecznie agresywne zachowania Augusta doprowadziły do usunięcia go z zajmowanego stanowiska. Najpierw trafił do aresztu obozowego, a następnie do aresztu Kriminalpolizei (Kripo) przy ul. Kilińskiego 152. Sąd niemiecki skazał go jednak nie za zbrodnie na więźniach, ale za niesubordynację – „znieważenie Lagerführera i podeptanie insygniów SS”. Karę więzienia odbywał w Poznaniu.
15 maja 1945 roku został aresztowany i osadzony w więzieniu przy ul. Sterlinga 16 w Łodzi. Sądzony był za zbrodnie w łódzkim obozie koncentracyjnym dla dzieci w Łodzi. Postawiono mu m.in. zarzut zamordowania dziesięciorga dzieci w tym obozie.
Rozprawa odbyła się 29 grudnia 1945 roku i wyrokiem Specjalnego Sądu Karnego w Łodzi skazany został na karę śmierci. Wyrok został wykonany 28 stycznia 1946 roku.